# Bear Grylls
Edward Michael (Bear) Grylls (Donaghadee (Noord-Ierland), 7 juni 1974) is een Brits bergbeklimmer, militair avonturier, schrijver, televisiepresentator en motivatietrainer. Hij is vooral bekend door het presenteren van verschillende survivalprogramma's op Discovery Channel, waaronder Ultimate Survival (ook bekend als Man vs. Wild of Born Survivor), Worst Case Scenario en Escape From Hell.

## Levensloop
Grylls werd geboren in Noord-Ierland en groeide vanaf zijn vierde op, op het eiland Wight als zoon van Sally en Michael Grylls, politicus van de Conservative Party. Hij ging naar Eton College en nadat hij het leger verlaten had, studeerde hij parttime Spaans aan de Universiteit van Londen, waar hij in 2002 afstudeerde.
Bear is getrouwd met Shara met wie hij drie zonen heeft: Jesse, Marmaduke en Huckleberry.
Sinds juli 2009 is hij Chief Scout, hoofd van de scouting-jeugdbeweging in Groot-Brittannië. Sindsdien is het ledenaantal van de Britse scouting aanzienlijk toegenomen.

## Carrière

### Als militair
Bear Grylls diende drie jaar lang als "Specialist Combat Survival Instructor and Patrol Medic" bij de SAS-reservisten. Zijn militaire dienst eindigde in 1996, na een parachute-ongeluk tijdens een vakantie in Afrika. Zijn parachute scheurde op een hoogte van 500 meter. Hij landde op zijn rug en brak drie ruggenwervels (t8, t10 en t12). Hij moest een jaar revalideren, en richtte zich daarna op zijn jongensdroom van het beklimmen van de Mount Everest.

### Als burger
Grylls werkt als internationale motivatietrainer. Ook verscheen hij op televisie in een reclamefilmpje voor Sure-deodorant. Hij is te gast geweest in diverse praatprogramma's op televisie, zoals the Oprah Winfrey Show en de programma's van Jonathan Ross, Conan O'Brien, Jay Leno, The Graham Norton Show, David Letterman en Jimmy Kimmel. In 2005 maakte hij een documentaireserie met de naam Escape to the Legion, waarin hijzelf en andere 'rekruten' gevolgd werden tijdens een maand-lange training voor het Franse Vreemdelingenlegioen.

### Als Scout
In 2009 werd Bear "Chief Scout of the Scout Association UK". Hij nam deze titel over van acteur/presentator Peter Duncan. Hiermee is hij de jongste "Chief Scout" ooit.
Op 16 november 2018 werd door the World Scout Bureau bekendgemaakt dat Grylls de vrijwillige functie "Chief Ambassador for World Scouting" zal gaan vervullen. De taakomschrijving van deze functie bestaat uit het wereldwijd inspireren van mensen om zich aan te sluiten bij de scoutingbeweging. Scouting is de grootste internationale jeugdorganisatie, met wereldwijd meer dan 40 miljoen leden, verdeeld over zo'n 217 landen.
De World Organization of the Scout Movement heeft voor Grylls gekozen om zijn populariteit als presentator. Sinds zijn aantreden als Chief Scout  is het ledenaantal van scouting aanzienlijk gegroeid.

### Als presentator

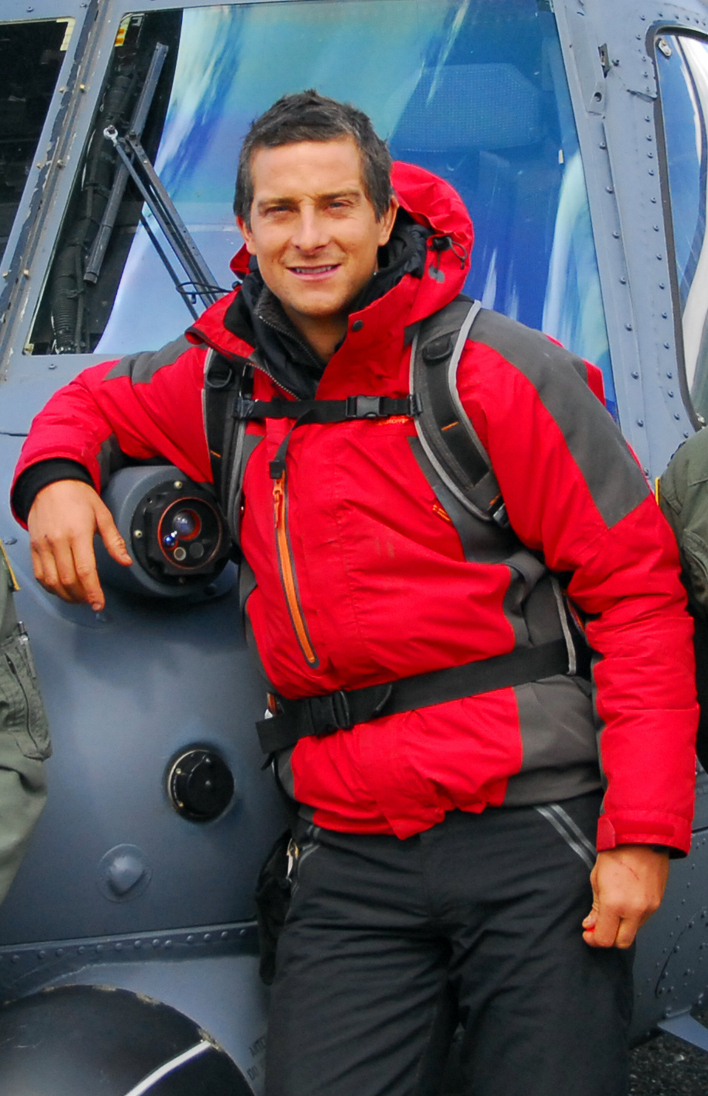
Grylls in 2009, voor de opnamen van Ultimate Survival.

Grylls presenteerde het programma Ultimate Survival op Discovery Channel. In het programma werd hij gedropt in een afgelegen gebied, en gefilmd terwijl hij overlevingstechnieken toonde. Meestal was het enige wat hij bij zich had een zakmes, een vuursteen en een fles water. Ook toonde hij wat er zoal eetbaar is. Dit zijn vooral insecten en andere geleedpotigen, maar ook andere dieren, planten, uitwerpselen en eieren. In 2010 ging zijn tweede programma Worst Case Scenario in première op de Amerikaanse en later ook de Nederlandse Discovery Channel.
Grylls is in maart 2012 ontslagen bij Discovery Channel wegens het niet nakomen van contractuele verplichtingen. Ook weigerde hij enkele, onbekende programma's te presenteren. Kort daarna maakte NBC bekend samen met Grylls aan een nieuw survivalprogramma te werken, te heten Get Out Alive. Er waren acht afleveringen gepland die in juni 2013 werden uitgezonden.
Van 2014 tot en met 2019 presenteerde Grylls het programma The Island with Bear Grylls, waarin vrijwilligers worden achtergelaten op een onbewoond eiland in de Grote Oceaan, met een minimale uitrusting en een watervoorraad voor slechts één dag, met de missie meerdere weken te overleven. In 2016-2018 presenteerde hij ook het spin-offprogramma Celebrity Island with Bear Grylls waarin hetzelfde werd gedaan, maar dan met bekende of beroemde Britten. Beide programma's werden in Nederland uitgezonden op Spike TV.

## Kritiek
Grylls kreeg na het eerste seizoen van zijn programma Ultimate Survival kritiek, omdat het programma 'gefaket' (nep) zou zijn. In de aflevering op Hawaï zou Grylls met zijn team een scène op hebben genomen in een gebied dat ver buiten de bewoonde wereld zou liggen, maar dat in feite op 100 meter van een doorgaande weg ligt. Verder zou hij tijdens opnames in Californië in een motel hebben geslapen. Na deze berichten werd het programma tot 'nep' gebombardeerd. Uiteindelijk werd de kritiek als onterecht beschouwd omdat in afleveringen van onder andere de Alpen, Alaska en Afrikaanse savannes het vrijwel onmogelijk is om tussentijds ergens anders heen te gaan.

## Records
Grylls heeft, alleen en in groepen, geprobeerd diverse records te vestigen, vaak voor het goede doel. Hieronder een onvolledige lijst.
- Ama Dablam (1997): Grylls werd de jongste Brit die de Ama Dablam (in de Himalaya) beklom.
- Mount Everest (1998): Grylls vestigde een (bij nader inzien incorrect) Guinnessrecord omdat hij op 23-jarige leeftijd de jongste Brit was die de Mount Everest beklom. Maar James Allen, een Australisch/Britse bergbeklimmer, beklom hem in 1995 al op 22-jarige leeftijd.[6]
- Tocht om het Verenigd Koninkrijk (2000): Grylls was de leider van het eerste team dat op eenpersoonsboten of jetski's om het land voer, om geld op te halen voor reddingsboten.
- Atlantische Oceaan (2003): Grylls leidde het eerste Britse team dat zonder hulp de noordelijke Atlantische Oceaan overstak in een opblaasboot.
- Skydive (2008): Grylls en twee skydivers van Jasper Didden, Al en Freddy, slaagden erin het wereldrecord freefall te verbreken. In een verticale windtunnel bleven ze net een paar seconden langer in de lucht dan de vorige recordhouder.